# Општина Моравица
Општина Моравица (рум. Moraviţa) је сеоска општина у округу Тимиш у западној Румунији. Општина је значајна по присутној српској националној мањини у Румунији, која је данас малобројна, али и даље присутна (2% становништва).

## Природни услови
Општина Моравица се налази у румунском Банату и је погранична ка Србији. На њеном подручју се налази гранични прелаз Стамора Моравица, наспрама српског граничног прелаза Ватин.

## Становништво и насеља
Општина Моравица имала је према последњем попису 2002. године 2.393 становника.
Општина се састоји из 4 насеља:
- Дежан
- Мали Гај
- Моравица - седиште општине
- Немачка Стамора

## Срби у општини
Срби у општини чине око 2% становништва општине и живе у два мања насеља, Дежану и Малом Гају. Остатак су првенствено Румуни и Мађари.